# Forstkammer Baden-Württemberg

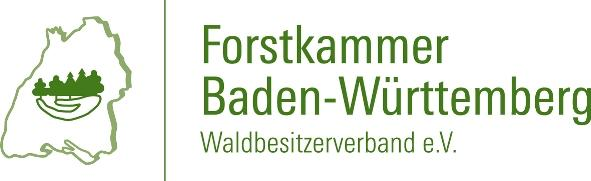
Logo der Forstkammer Baden-Württemberg

Die Forstkammer Baden-Württemberg Waldbesitzerverband e.V. ist die Interessensvertretung der privaten und kommunalen Waldeigentümer Baden-Württembergs.

## Aufgaben
Die Forstkammer, gegründet 1974, vertritt die Interessen der privaten und kommunalen – also der nichtstaatlichen – Waldbesitzer Baden-Württembergs gegenüber der Volksvertretung, der Regierung und der Öffentlichkeit. Insgesamt gibt es in Baden-Württemberg ca. 230.000 Waldbesitzer – das sind ländliche Gemeinden und Städte als kommunale Waldbesitzer sowie Waldbauern und große private Familienbetriebe als private Waldbesitzer. Diesen nichtstaatlichen Eigentümern gehören drei Viertel des Waldes in Baden-Württemberg, über eine Million Hektar.
Vierteljährlich gibt die Forstkammer die Fachzeitschrift „Der Waldwirt“ heraus.

## Geschichte
Die Geschichte der Forstkammer beginnt 1912 mit der Gründung des Badischen Waldbesitzerverbandes in Villingen. Ein Jahr später, 1913, wurde als Gegenstück der Waldbesitzerverband Württemberg-Hohenzollern gegründet. 1934 wurden beide Verbände aufgelöst, aber nach dem Zweiten Weltkrieg 1945 wieder neu gegründet: der Badische Waldbesitzerverband für den Bereich Südbaden, entsprechend der französischen Besatzungszone und der Waldbesitzerverband für Württemberg und Nordbaden für die nördlichen Teile der beiden Länder, entsprechend der amerikanischen Besatzungszone.
1947 begannen die beiden Verbände zu kooperieren und gründeten eine Arbeitsgemeinschaft. Aus dieser erwuchs der am 12. November 1973 bei der Gründungsveranstaltung verkündete Zusammenschluss: die Forstkammer Baden-Württemberg Waldbesitzerverband e. V. Sie nahm im Folgejahr 1974 ihre Arbeit auf.

## Organisation
Wichtigstes Organ der Forstkammer ist die Mitgliederversammlung, die sich aus den Waldbesitzern der drei Gruppen Kommunalwald bzw. öffentlich-rechtliche Körperschaften, Großprivatwald und Kleinprivatwald zusammensetzt. Die Mitgliederversammlung beschließt den Haushalt sowie die Satzung und wählt den 18-köpfigen Ausschuss. Dieser ist zuständig für die grundsätzlichen Fragen der Arbeit der Forstkammer, wählt den Vorstand und bestellt den hauptamtlichen Geschäftsführer.
Der Vorstand besteht aus jeweils einem Vertreter der drei genannten Waldbesitzergruppen. Er setzt sich aus dem Präsidenten und den beiden Stellvertretern zusammen. Präsident ist der Bürgermeister der Stadt Buchen im Odenwald, Roland Burger. Der aktuelle Geschäftsführer ist Jerg Hilt. Die Forstkammer hat ihren Sitz in Stuttgart.

## Sonstiges
Die Waldbesitzerverbände sind auf Bundesebene durch die Arbeitsgemeinschaft Deutscher Waldbesitzerverbände (AGDW) vertreten.